# ルヴァン (アルプ＝マリティーム県)
ルヴァン （Levens、イタリア語:Levenzo）は、フランス、プロヴァンス＝アルプ＝コート・ダジュール地域圏、アルプ＝マリティーム県のコミューン。

## 由来
ニース大聖堂の『城壁外』であるニースのサン・ポンス修道院の特許状台帳が、多くの古い名の証明となっている。sancta Maria de Leven（1075年）、castro qui nominatur Levent（1079年）、castellum Levenni（1108年-1109年)、de Levendis （1125年）、Leven、Levens （1137年-1159年）、castrum de Levengis（1203年）、in castro de Levens（1251年に領地の境界を確定するためシャルル・ダンジューが調査を委託）、Leventio、Levencio （1286年、1351年、1385年）、villa Levenci （1388年）、de Leventio （1567年）であった。サヴォイア家の支配時代はイタリア語でレヴェンツォと呼ばれた。この名前から現在のルヴァンとなっている。

## 地理
村はニースの北約25kmのところ、ジュラ紀に隆起した石灰岩質の岩がちな丘の上にある。そこは海抜600mであり、下では3つの河川、エステロン川、ヴェジュビー川、ヴァール川が合流している。コミューンの中心部はヴァール平野から伸びている。
ニース地方は地震が頻発し、中程度の活動が起きる地震帯である。1887年2月23日に起きたリグーリア地震（fr）は、最も新しく発生した大きな地震で、地域に影響を与えた。

## 歴史

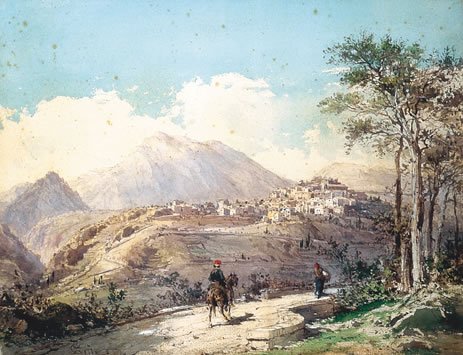
1884年に描かれたルヴァン

1789年8月、ニース伯領はフランス貴族や教会関係者の難民の波が押し寄せ、フランス革命の影響を感じ始めた。1792年9月、アンゼルム（fr）将軍指揮下の軍が宣戦布告なしにヴァール川を渡り、翌日にニースの町に達した。同年10月、バラル准将率いる1150人の兵隊がルヴァンを掌握し、その後デュラニュとラントスクへ行軍した。
国民投票の後、1793年にニース伯領はフランス共和国85番目の県であるアルプ＝マリティーム県となり、小郡庁が置かれた。しかし革命の到達でルヴァンを代表する2つの家系は分断されてしまう。ジレッタ家はサルデーニャ王に忠実で、ゴアラン家はフランス側に組した。占領は、革命軍の不正行為が目立った。こうした人権侵害はグレゴワール神父の報告書となって国民公会に提出された。住民たちは革命政府に対してバルベティズム（fr）と呼ばれる抵抗運動を行うようになり、1814年にナポレオン1世が失脚するまで強盗行為やフランス軍へのいやがらせが続いた。1814年に結ばれたパリ条約によって、ニース伯領はサルデーニャ王国に復帰し、1760年の国境が復活した。
復帰後、サルデーニャ王ヴィットーリオ・エマヌエーレ1世はフランス政権側の人間に報復を行わないことを決めたが、すばやくフランスの機関を廃し、1792年以前の体系に戻した。聖職者たちが国政に復帰し、古くからの測定単位が再び用いられるようになった。イタリア語が公用語となった。
1860年3月4日、サルデーニャ王ヴィットーリオ・エマヌエーレ2世はトリノ条約に署名し、1860年4月15日に国民投票が行われることになった。男性のみで行われた普通選挙で、フランス併合賛成派が多数を占めたため、旧ニース伯領はフランスに復帰した。

## 経済

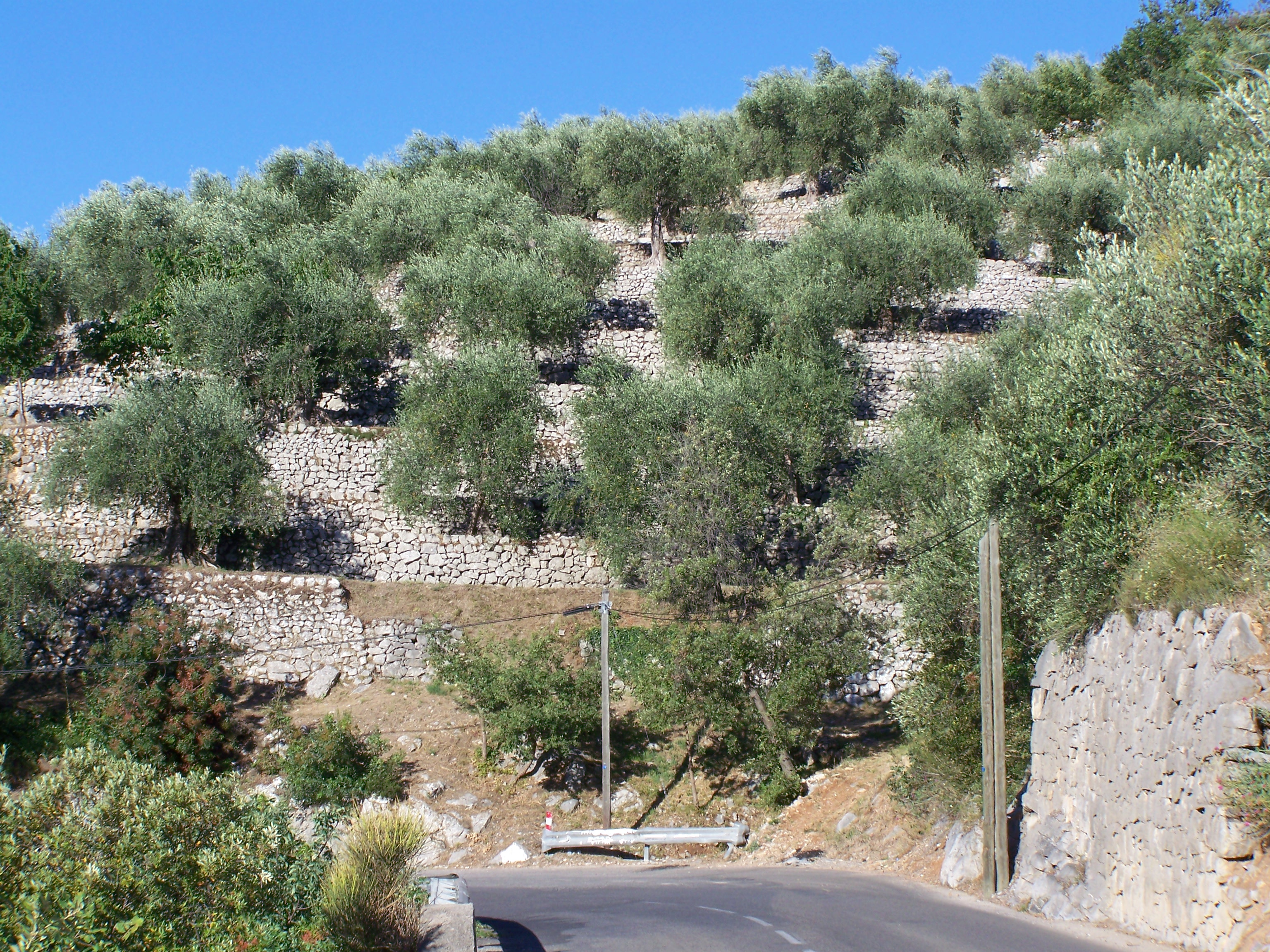
ルヴァンのオリーブ畑

古くからオリーブの栽培が盛んで、オリーブオイル抽出が行われてきた。例外的に1852年にオリーブオイル生産は234万トンに達し、ニースの仲買人たちによってフランス国内またはベルギー、オランダ、ロシアに輸出されていた。
20世紀初頭、世界大戦の結果オリーブ栽培は崩壊し、落花生やキャノーラのような他の油用作物と競争するようになった。
現在のルヴァン住民の大半は、村外で働いていたり、サービス産業、特に観光業に従事している。

## 人口統計
| 1962年 | 1968年 | 1975年 | 1982年 | 1990年 | 1999年 | 2006年 | 2011年 |
| ------ | ------ | ------ | ------ | ------ | ------ | ------ | ------ |
| 1223   | 1299   | 1422   | 1800   | 2686   | 3700   | 4427   | 4709   |

参照元:1999年までEHESS/Cassini、2004年以降INSEE